# George Gilman Rushby
George Gilman Rushby (1900, Inglaterra – 1968, África) fue un cazador de elefantes y leones, granjero y oficial forestal.
Fue responsable de la caza de los devoradores de hombres de Njombe, Tanzania - un grupo de leones que habían matado y devorado más de 1500 personas, supuestamente bajo la influencia de un hechicero llamado Matamula Mangera. George Rushby fue el tema del documental de la BBC The Man-eating Lions of Njombe. Como guardabosques de Tanganyika, George Rushby propuso el establecimiento de Ruaha National Park en 1949. También ayudó a asegurar que el parque fuera normalizado 1951.